# 東京国際アニメフェア
東京国際アニメフェア（とうきょうこくさいアニメフェア、英語: Tokyo International Anime Fair、TAF）とは、かつて毎年3月末に東京ビッグサイトで開催されていたアニメ業界世界最大級のイベント。「日本のアニメーションを世界に発信し、商取引の場を」という東京都知事・石原慎太郎の提案により開催された。2014年以降はアニメ コンテンツ エキスポと統合され、AnimeJapanとして開催されている。

## 概要
東京都や日本動画協会をはじめとするアニメーション事業者団体で構成される「東京国際アニメフェア実行委員会」が主催。実行委員会委員長は東京都知事が務めていた。
日程はアニメ関係者による商談を目的とし一般人が入場できない「ビジネスデー」と、一般人の入場が可能な「パブリックデー」に分けられていた。参加各社（各種学校なども含む）による作品関連の紹介やイベント（会場内に特設イベントステージも設置）、物販などが行われていた。
第1回は2002年に「新世紀東京国際アニメフェア21」の名称で開催され、第2回以降は「東京国際アニメフェア2003」のように最後に西暦を付けた名称になっていた。
また、アニメ作品や関係者を表彰する「東京アニメアワード」の表彰式も会場内にて行われていた。
2013年はコスプレエリアを設置し、コスプレ世界一を決める「世界コスプレサミット」の日本代表選考会予選を初開催。

## 開催規模
各年の来場者数と出展者数は以下の通りである。
| 回数                                         | 開催期間              | 来場者数（人） | 出展者数 |
| -------------------------------------------- | --------------------- | -------------- | -------- |
| 第1回                                        | 2002年2月15日〜17日   | 05万0163       | 104      |
| 第2回                                        | 2003年3月19日〜22日   | 06万4698       | 138      |
| 第3回                                        | 2004年3月25日〜28日   | 07万2773       | 166      |
| 第4回                                        | 2005年3月31日〜4月3日 | 08万3966       | 197      |
| 第5回                                        | 2006年3月23日〜26日   | 09万8984       | 256      |
| 第6回                                        | 2007年3月22日〜25日   | 10万7713       | 270      |
| 第7回                                        | 2008年3月27日〜30日   | 12万6622       | 289      |
| 第8回                                        | 2009年3月18日〜21日   | 12万9819       | 255      |
| 第9回                                        | 2010年3月25日〜28日   | 13万2492       | 244      |
| （2011年は東日本大震災の影響により開催中止） |                       |                |          |
| 第10回                                       | 2012年3月22日〜25日   | 09万8923       | 216      |
| 第11回                                       | 2013年3月21日〜24日   | 10万5855       | 223      |

## 放送

### テレビ番組
東京メトロポリタンテレビジョン（TOKYO MX）では、毎年東京アニメアワード公募部門受賞作を特番で放送している。また2006年7月から2007年6月には公募作や国内外のコンペティションでの受賞作などを取り上げた番組『CREATOR’S WORLD』を週1回放送していた。2013年はNOTTVにてアニソンライブ生中継が放送された。
TAF2006
「ANIME〜Tokyo International Anime Fair 2006〜」（2006年5月4日・5日）
TAF2007
「ANIME〜Tokyo International Anime Fair 2007〜」（2007年5月3日・4日）
TAF2008
「東京国際アニメフェア〜アニメアワード2008〜」（2008年5月5日）
TAF2009
「東京国際アニメフェア〜アニメアワード2009〜」（2009年5月5日）
TAF2010
「東京国際アニメフェア アニメアワード2010グランプリ 〜発見!アニメアワード作品の世界〜」（2010年5月5日）
TAF2013
「NOTTV presents アニソンSPライブ〜王道〜」（2013年3月24日）

### 公式ラジオ番組
東京国際アニメフェアは、公式ラジオ局を文化放送に指定している。超!A&G+（インターネットストリーミング配信。2011年3月まではDRP 東京9302ch）ではアニメフェア開催に向けた情報番組の放送や開催当日にアニメフェア「文化放送ブース」から、特別番組の公開生放送を実施している。

#### TAF2008
- 東京国際アニメフェア2008 超!ステーション（2008年3月29日・30日[TAF2008 パブリックデー]） - TAF2008「文化放送ブース」からの公開生放送

#### TAF2009
- 東京国際アニメフェア2009 超!ステーション（2008年4月10日〜2009年3月26日）
- カウントダウンto東京国際アニメフェア2009（2009年3月4日・11日 23:30〜24:30、18日 15:00〜16:00[TAF2009 ビジネスデー]）
- 東京国際アニメフェア2009 超!ステーションスペシャル（2009年3月20日・21日[TAF2009 パブリックデー]） - TAF2009「文化放送ブース」からの公開生放送

#### TAF2010
- 東京国際アニメフェア2010 超!ステーション（2009年4月12日〜2010年4月4日）
- 東京国際アニメフェア2010 TAF☆TAHのLET'S TOUGH（2010年2月7日〜3月21日・4月4日 日曜日 23:00〜23:30）
  - 東京国際アニメフェア2010 TAF☆TAHのLET'S TOUGH 生中継スペシャル（2010年3月25日・26日 16:00〜17:00[TAF2010 ビジネスデー]） - 「ステージII」から公開生放送
- 東京国際アニメフェア2010 超!Station スペシャル（2010年3月27日・28日[TAF2010 パブリックデー]） - 文化放送のスタジオとTAF2010「文化放送ブース」を結んでの生放送

#### TAF2011
- 東京国際アニメフェア2011 超!ステーション（2010年4月11日〜2011年3月27日）

#### TAF2012
- 東京国際アニメフェア2012 超!ステーション（2011年4月3日〜2012年4月8日）
- 東京国際アニメフェア2012 超!Station スペシャル（2012年3月24日・25日[TAF2012 パブリックデー]） - TAF2012「文化放送ブース」からの公開生放送

#### TAF2013
- 東京国際アニメフェア2013 超!ステーション（2012年4月15日〜9月30日）
  - 2012年10月以降は単発特番となった。

## 公式テーマソング
| 開催年 | 曲名                         | 歌手                         |
| ------ | ---------------------------- | ---------------------------- |
| 2010年 | 「Happy place」              | えりゆか                     |
| 2011年 | （開催中止のため、製作せず） | （開催中止のため、製作せず） |
| 2012年 | 「タフな空へ!!!」            | 仁王                         |
| 2013年 | 「姫（キミ）に届け」         | アルスマグナ                 |

## 終了に至る経緯

### TAF2011

#### 分裂騒動
2010年、石原慎太郎・東京都知事（当時）が主導し、自民・公明・民主によって改正案が提出され可決された東京都青少年の健全な育成に関する条例に関連し、12月10日、日本の主要な漫画出版社（秋田書店、角川書店、講談社、集英社、小学館、少年画報社、新潮社、白泉社、双葉社、リイド社）で構成されるコミック10社会は、東京国際アニメフェア2011について協力・参加を拒否する旨の声明を発表した。声明では、東京国際アニメフェアの実行委員会委員長を務める石原都知事の言動について「漫画や漫画家に対する不誠実で無理解な発言を繰り返し」ているものと批判、改正案についても「漫画家やアニメ制作者との話し合いがただの一度も行われないまま」作られているものであるとして「これまでの出版界と都当局との話し合いの歴史を踏みにじるものであり、規制の対象は依然あいまいで、むしろ拡大さえしている」と批判し、「石原都知事および都当局の、漫画家・アニメ制作者たちに対する敬意に欠けた姿勢に強い不信感を抱かざるをえません」、「石原知事が実行委員長として開催しようとしているアニメのイベントに賛同し、行動をともにすることはとうていできない」とした。
各々の出版社が直接の出展を拒否することのみならず、コミック10社会の幹事を務める清水保雅（講談社取締役）によると「原作者の漫画家が希望すれば、出展するアニメ関連会社に協力しないよう要請する」とした。集英社の鳥嶋和彦専務は、出展・参加・協力の拒否のみならず、週刊少年ジャンプなどの同社から刊行されている作品を原作とするアニメ作品の出展も認めない旨を表明し、新人の漫画家らに向けて「ぜひ石原慎太郎（都知事）をぶっ飛ばすような漫画を」と、同社の茨木政彦第3編集部長も「萎縮しないで好きなものを描いてほしい。面白ければジャンプは全部載せる」と、それぞれ述べた。
10周年ということで過去最高の約14万人の入場者を見込み、既に多額の予算を組んで準備の進められている東京国際アニメフェアは、ほとんどのアニメ原作者らを抱える主要な出版社の不参加で「イベント自体の成否を左右しかねない」と報じられ、都の担当者によると「不参加の影響は、ないとは言えない」という。朝日新聞も都と業界の対立に懸念を表明した。
菅直人首相（当時）は、12月13日、総理官邸ブログの中で本件について「今、青少年健全育成に関連して『東京国際アニメフェア』の開催を心配する声が上がっている。青少年育成は重要な課題。同時に、日本のアニメを世界に発信することも重要。『国際アニメフェア』が東京で開催できない事態にならないよう、関係者で努力して欲しい」とコメントした。
石原都知事は、12月8日の角川書店代表取締役社長・井上伸一郎（当時）による出展とりやめの表明に対しては、記者会見で「勝手に自分で決めたらいいじゃないか」と発言。コミック10社会による同旨の緊急声明や、漫画が原作のアニメーション作品の出展とりやめの働きかけの表明に関しては、条例が成立した12月15日、「これ（条例改正）を理由に来ないならどっかの会社がね来なきゃいいんだよ、アニメフェアに。来年、ほえ面かいて来るよ。ずっと来なくてもいいよ。来る連中だけでやります」と発言した。
こうした中、12月21日にはアニメーション制作会社の業界団体であり、アニメフェアの事務局を務める日本動画協会が条例改正に対して声明を発表、「規制の対象や要件は曖昧で、憲法で保障された表現の自由の精神に照らして大きな問題がある」と遺憾の意を表明、コミック10社会の抗議に対して賛同・支持するとしつつ、アニメフェアの開催については順当な開催を望むとし、事務局を受任し主催ではなくイベント実施を判断する立場にないとしながらも、「参加者の大幅な出展撤回は避けられず、これまでのクオリティを保つのは極めて困難で、実質的に実行不能な事態になる」と否定的な見解、懸念を表した。
12月28日、コミック10社会のうち角川書店と、アニプレックス、アニメイト、キングレコード、ジェネオン・ユニバーサル・エンターテイメントジャパン、フロンティアワークス、マーベラスエンターテイメント、メディアファクトリーの計8社は、同イベントと同日に「アニメ コンテンツ エキスポ」を千葉県千葉市の幕張メッセで開催すると表明した。
『週プレNEWS』によれば、アニプレックスのプロデューサー・高橋祐馬はボイコットについて「条例の問題以前に、出版社と歩みを共にするという意識が強かった」と話している（詳細は「アニメ コンテンツ エキスポ」を参照）。
2011年1月25日、TAFの実行委員会は、出展企業が前年比で91社減の153社になると発表した。主に2010年末からキャンセルが相次いだためだとしている。収入も当初の見込みより1億1000万円減となることが見込まれている。また、参加を表明済みの企業も上記アニメコンテンツエキスポとの来場客の分散の懸念から、一般来場日の出展は厳しいという見解を示した。
アニメのイベントが2つに分かれている件について角川の関係者は「目的は同じ。いつまでもすみ分けするのがいいと思ってはいない」と述べている。

#### 史上初の開催中止
そんな中、2011年3月11日に発生した東北地方太平洋沖地震により、電力不足による計画停電の影響などを受けて、3月16日に2011年度の開催中止が決定した。同様にアニメコンテンツ エキスポも翌日に開催の中止を決定した。
併催イベントのうち、「第10回東京アニメアワード表彰式・第7回功労賞顕彰式」のみは10月10日に東京ビッグサイトにて開催した。

### TAF2012
翌年開催されたTAF2012は、2012年3月22〜25日に開催されたが、アニメコンテンツ エキスポ2012は3月31〜4月1日に開催されたため、結局日程がバッティングすることはなくなり、「直接対決」は最後までなされないままとなった。TAF2012は、最終出展社数が前回より28社減り、来場者数は前回比で約25パーセント減（約3万人減）の約9万9000人（パブリックデー2日間で約7万4000人）が来場する結果となった。尚、アニメコンテンツ エキスポ2012の来場者数は2日間あわせて約4万2000人であった。同年10月には石原慎太郎が東京都知事を辞任した。

### TAF2013
石原都知事引退後の2013年には来場者が10万人の大台を回復した。2日間のパブリックデーのみでは8万1441人になり、同年に開催されたアニメコンテンツエキスポ2013は2日間で7万675人を記録した。

### 再統一
2014年からはACEと統合する形で「AnimeJapan2014」として新たに開催されることが決定されたため、TAFとしては2013年で終了となった。会場は従来と同じ東京ビッグサイトだが、会期が2日間に短縮される。また、東京アニメアワードは新たに「東京アニメアワードフェスティバル（TAAF）」として独立し、より開かれた形での国際アニメーション映画祭として開催されることとなった。